# 洞穴奇案

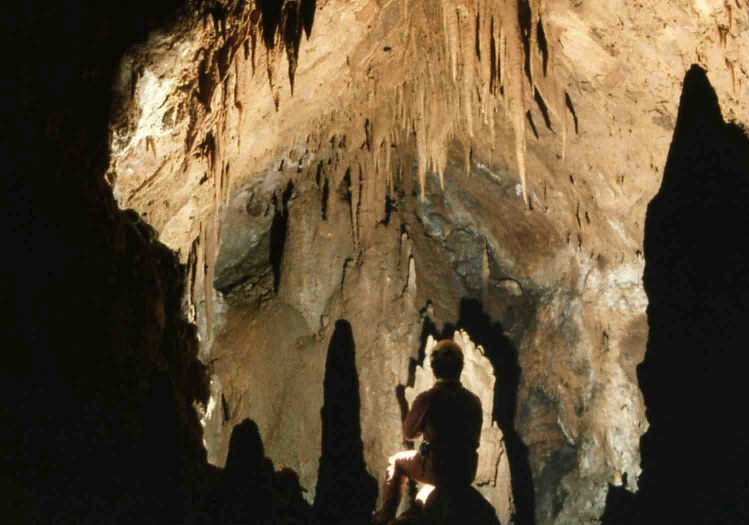
富勒假设的案例涉及一群洞穴探险者，他们在洞穴塌方后被困，面临饿死的危险。该案例探讨了获救的幸存者为了生存而杀死并吃掉一人后法律应如何对待他们。

洞穴奇案是著名法學家富勒提出的法律虛擬案例，是一宗同類相食案，並牽涉陷入絕境、抽籤、公眾同情、政治因素、緊急避險抗辯及赦免等事實，他以五位法官的判詞反映五種不同的法哲學流派（下稱洞穴奇案一）。其後薩伯（Peter Suber）再次引用此案，以九個法官提出九種額外的法哲學觀點（下稱洞穴奇案二）（The Case of the Speluncean Explorers:  Nine New Opinions. Routledge, 1998. Reprinted, 2002 ），此案曾被達瑪竇（Anthony D'Amato）稱為法理學經典。

## 洞穴奇案一（原著）

### 案情
五位探险队员由于山崩被困洞穴，无法脱困。营救行动持续数天，期间有十名救援人员在救援过程中丧生。被困者通过无线电得知他们必须再坚持至少十天才有可能被救出。然而，距离山崩已过去二十三天，他们的食物不足以继续维持。在食物严重短缺的情况下，被困者们询问专家，如果他们食用其中一位同伴，是否有可能延长生存时间。专家告诉他们，这样做可能会让他们多活十天。讨论后，被困者决定通过抽签的方式确定一位牺牲者。在此过程中，威特莫尔表现积极，首先提出吃人的方案和抽签方案，但在最后时刻撤回了自己的提议，希望再等一周。尽管如此，其他同伴在询问他是否对于掷骰子有异议后替其掷骰子，最终威特莫尔抽中，其被其他人杀害并食用。救援在第三十二天成功，探险队员们被指控犯谋杀罪。对此，初审法院判处有罪并处死刑，被告人上诉至最高法院审议。大法官在这此案中没有自由裁量权。

### 法官的判詞
| 法官                  | 論點                                                                                       | 闡釋 |
| --------------------- | ------------------------------------------------------------------------------------------ | --- |
| 特魯派尼（Truepenny） | 法官應該遵照法律條文宣判                                                                   | 法典規定任何人「故意剝奪了他人的生命」都必須被判處死刑，法律條文不允許例外 |
|                       |                                                                                            | 有罪，但尋求行政長官的特赦 |
| 福斯特（Foster）      | 法律應正確傳達眾議院的意志，而不是照字面解釋（回應特魯派尼）                               | 法令或司法先例裡，應該根據它顯而易見的目的來合理解釋，從自我防衛得知，刑事法主要目的在阻止人們犯案，法律應正確傳達眾議院的意志，故需期望判官具有同樣的智商，糾正明顯的立法錯誤及疏漏                                                                       |
|                       | 聯邦所頒佈的法律（包括所有的法令和先例）都不適用於本案，能代替實定法裁決此案的是「自然法」 | 案件發生在聯邦領土外，沒有人會認為我國的法律適用於他們，因為領土原則是假定人們在同一個群體內共存，而實定法也是建基於人們可共存的可能性之上，故此案在道德上也可如地理上脫離法律約束，案發時他們非存在文明社會的狀態，而是處於自然狀態                       |
|                       |                                                                                            | 無罪 |
| 唐丁（Tatting）       | 質疑洞穴中的人何時成為自然法的管轄範圍（回應福斯特）                                       | 如果有人在洞穴裡渡過生日，他是在生日那天還是被救那天才是真正滿歲？ |
|                       | 沒有資格選用自然法（回應福斯特）                                                           | 身為執行聯邦法的法官，也未曾處於自然狀態中，並沒有權解釋和選用自然法 |
|                       | 刑法尚有其他目的（回應福斯特）                                                             | 除了阻止人們犯案之外，刑法仍有「令犯人改過」及「替冤冤相報找一個出口」兩種功能，況且案件仍有威懾作用，如果洞穴中人知道這犯了謀殺罪，很可能會將殺人延後一點，以致在被救前不必吃人                                                                           |
|                       | 飢餓不是殺人的理由，更不是殺人充飢的理由                                                   | 正如飢餓不是盜竊之藉口 |
|                       | 判決是一種兩難                                                                             | 以十個人的性命去拯救他們之後又判他們死刑顯得荒謬，支持他們無罪的決定卻又不健全，只僅僅是推理方式合理，任何一個考慮皆被另一考慮制約 |
|                       |                                                                                            | 撤出判決 |
| 基恩（Keen）          | 是否履行特赦非法官所考慮（回應特魯派尼）                                                   | 法官不是向最高決策人發指示，也不是考慮他做或不做什麼，是應受聯邦法所控制 |
|                       | 制定謀殺案的人可能並非有一個目的（回應福斯特）                                             | 威懾、改過等字眼可能非存在於制法人之腦中，可能只是立法者認為謀殺是錯誤，應該懲罰犯事人，可能僅僅是令人沒有暴力威脅生活開心一些，也有可能是古代存在人吃人的誘惑，故祖先特別禁止，總而言之，我們不知制定謀殺案的目的，因此更說不上漏洞                       |
|                       | 尊重自己的崗位                                                                             | 洞穴中的人道德上的對錯問題非法官所討論，法官遵從法律而非個人道德觀念，而被告的確是違反了謀殺法，我們不應自行揣測造法者之意，甚至創新法，這是極度危險的 |
|                       | 此案不屬於自我防衛                                                                         | 自我防衛是當事人抵抗威脅自己生命時作出攻擊，明顯地受害者並沒有威脅被告的生命 |
|                       |                                                                                            | 有罪 |
| 漢迪（Handy）         | 特赦不一定會發生（回應特魯派尼）                                                           | 這種一廂情願真的發生會令法官陷入更窘困的局面 |
|                       | 應以常識判案                                                                               | 此案並無先例，是人類智慧在現實生活中如何實踐的問題，與抽象理論無關，應以常識判決 |
|                       | 應考慮民意                                                                                 | 百份之九十以上之大眾認為被告無罪，如果此案交由陪審團仲裁，極有可能會連有罪判決的論點也被忽略。其實無論是不起訴、陪審團作出無罪判決抑或是死刑特赦都是充滿個人情感因素，政府是被民眾，而非輿論或抽象理論統治，統治者、被統治者及法官應情感一致，才可保持彈性 |
|                       |                                                                                            | 無罪 |

結局：由於法官意見不一，初審法院最終維持有罪判決和量刑，所有被告將被處死刑。

### 法官的觀點
| 法官     | 判案原則                                                             | 法學與道德取捨               |
| -------- | -------------------------------------------------------------------- | ---------------------------- |
| 特魯派尼 | 墨守原文（Textualism）                                               | 法律應考慮道德               |
| 福斯特   | 自然法（Natural Law）                                                | 法律與道德是糾結在一起       |
| 唐丁     | 理性判決與道德出現衝突（Doctrinal reasoning/conflict with morality） | 法律與道德出現衝突，無法解決 |
| 基恩     | 法律实证主义 （Positivism）                                          | 法律與道德是獨立的           |
| 漢迪     | 法律现实主义（Legal Realism / Instrumentalism）                      | 法律即道德                   |

## 洞穴奇案二（萨伯的续篇）

### 案情
- 一位獨居老人在洞穴奇案一審結之五十年後被警方拘捕，他承認當時也是洞中其中一員，儘管洞穴奇案一中的四名被告未曾透露第六者的存在
- 由於他在拘捕前從營地逃脫，故免於被控脫逃罪
- 洞穴奇案一由於未獲大多數法官意見一致通過，故是未決裁決，不足成為有罪先例
- 在這五十年間，曾有人因洞穴奇案一案中論點提出兩個修法建議，一為法律應詳細規定甚麼構成故意，二為應賦予法官自由裁量權（法官在審理案件時，享有自主判斷的權力），但這兩個建議都未獲採納，立法者認為關於謀殺罪相關條文一目了然，沒有修改的必要性，故此新案中的相關法條與五十年前毫無二致，參照洞穴奇案一書台灣版77頁

### 法官的判詞
| 法官                    | 論點                                                                    | 闡釋 |
| ----------------------- | ----------------------------------------------------------------------- | --- |
| 伯納姆（Burnham）       | 緊急避險抗辯不成立（一）不合理的確信                                    | 受害者欲再等一個星期，表明殺人非十萬火急，一個可捱餓多一星期的人去盜竊是不合理的 |
|                         | 緊急避險抗辯不成立（二）飢餓非藉口                                      | 正如飢餓不是盜竊的理由 |
|                         | 緊急避險抗辯不成立（三）殺人非唯一選擇                                  | 至少他們有四種方法替代殺人：等最弱的人先死、吃自己的身體、再次取得無線電通訊、再等幾天 |
|                         | 緊急避險抗辯不成立（四）製造危害者不可受惠於緊急避險                    | 從有帶無線電得知他們有曾設想有山崩的危險，山洞探險是他們的自由選擇，正如不可把自己故意與精神病患者困在一起而殺人做緊急避險抗辯 |
|                         | 緊急避險抗辯不成立（五）危機準備不足                                    | 就算沒有預見山崩，他們也疏忽大意沒帶足夠的食物 |
|                         | 緊急避險抗辯不成立（六）選擇被害人有欠公平                              | 受害者撤出擲骰方案（就算撤出是不理性）也削弱選擇程式的公平性，就如以膚色決定受害者一樣，不公平性令緊急避險抗辯失敗 |
|                         | 考慮道德是立法機關而非司法機關                                          | 法官不向人民負責，因此不應將決定建立於諸如道德及其他類似的替代品上，法官的角色是守護法律，儘管道德上他們做了大多數良善之人也會做的事，但無罪只源於同情及個人道德觀，被告是有預謀有意圖故意殺人 |
|                         | 力圖解釋謀殺制定法的精神是一種僭越                                      | 我們只需遵從如「故意的」這些字眼的一般含意，而非用最前線最精妙的理論去解釋，因為制法者是不會想得將每一個可能包含在內 |
|                         | 多元化社會沒有一種道德觀被官方視為最優                                  | 多元化社會沒有一種道德觀被官方視為最優，施行個人道德觀是壓迫與我們觀念不同之人，這會把正義丟於一旁，因為人民是作為整體通過法律來表達意志，只有守護法律才是尊重人民，在法律之外尋找正義皆非尊重人民，屬於不正義 |
|                         |                                                                         | 有罪 |
| 斯普林漢姆（Springham） | 法官的職責就是解釋立法機關所設定的概念（回應伯納姆）                    | 法官不是解釋自己的偏好或以自己概念取代立法機關概念，但法官的職責就是解釋立法機關所設定的概念 |
|                         | 前提：緊急避險就是指沒有犯罪意圖                                        | 殺人意圖意味存在一些合理選擇，法律要求他們做其他的選擇而不是殺人，緊急避險就是指沒有其他選擇，因此是沒有犯罪意圖的，當時被告是在行緊急避險，因為殺人的替代就是死亡，這是最強烈的緊急避險 |
|                         | 緊急避險抗辯成立（一）合理的確信（回應伯納姆）                          | 被困了二十多天的被告已得到各專家的意見，沒可能受害者再等一週的提議比專家的更好，而且這樣置疑被告無疑是一種事後孔明 |
|                         | 緊急避險抗辯成立（二）飢餓是一種緊急避險抗辯（回應伯納姆）              | 與盜竊案相提並論是多餘的，與此案不同的是，我們不知他的飢餓程度，他沒有專家的意見，他有其他更好的選擇（如行乞） |
|                         | 緊急避險抗辯成立（三）殺人是生存的唯一選擇（回應伯納姆）                | 很難令人相信在得知尚有十天才獲救的情況下靠吃自己身體末梢是一種合理的選擇 |
|                         | 緊急避險抗辯成立（四）身處危險非被困者之過錯（回應伯納姆）              | 就是因為探險者知道這是一場危險的運動，故帶了無線電並告訴歸期，故救援幾乎是立即展開，然而自由選擇活動與緊急避險無關，如木屋發生火警逃生時破壞了房東的窗，是不能以住木屋的風險令緊急避險抗辯的資格喪失，除非探險隊員視山崩中逃生為一種樂趣而故意令自己暴露於風險下，否則罕見的風險不可算被困者之錯                                                               |
|                         | 緊急避險抗辯成立（五）食物缺乏非疏忽造成（回應伯納姆）                  | 他們帶的食物已令他們比預定多生存二十三天，事實上也不會有人在行山時帶多六個月的糧食，如果說他們應帶更多糧食，卻又會被說是明知有山崩的危險而繼續去參與（見上一論點），這種兩面不討好的論點只是一種陷阱 |
|                         | 緊急避險抗辯成立（六）受害人的同意無關重要（回應伯納姆）                | 在謀殺案中被害人同意與否是無關重要的，殺人者的心理是決定因素，一般案件下就算受害人邀請被告殺自己也是一起謀殺，可見此與緊急避險抗辯無關 |
|                         | 懲罰有違法律目的                                                        | 如果這是一種緊急避險就無需作出一種威懾，他們沒有邪惡意圖也無需改造他們，而這案也沒有一種必要的報復需求，拘泥於形式化的懲罰只代表取了一種抽象形式而捨法律與刑罰的實質意義 |
|                         | 法律存在的理由停止時，法律也隨之停止                                    | 我們的法律目的建立在為特定目的而加入的契約基礙上，當因悲劇令人與人之間的契約不可能實現時，服從契約（法律）的義務也不存在，這觀點與自然法相似 |
|                         |                                                                         | 無罪 |
| 塔利（Tally）           | 等待最虛弱者死亡不是上策（回應伯納姆）                                  | 這可能令大家處於瀕死邊緣，而且鎖定在最虛弱的人身上無疑比抽籤更殘忍，極有可能受害者是最虛弱者，當他想到這個問題時就最先提出抽籤 |
|                         | 受害人的同意無關重要，重要的是共同承擔死亡的風險（回應伯納姆）          | 自我防衛中殺人的正當理由是自我防衛本身，而非同意，就算同意以膚色定奪受害者也是不對的。另外，如果受害者真的撤出，其他人立即意會到自己被抽中的機會增加而令到另一人的退出，這樣演變下去，只會令抽籤計劃告吹，令最虛弱的人再次被鎖定為目標，因此退出只增加其他人退出的壓力，令大家不能共同承擔死亡的風險，故退出不是一個正當的做法                                 |
|                         | 他們有犯罪意圖，不過是在沒選擇下行較小的惡（回應斯普林漢姆）            | 如果沒有邪惡意圖就可免責，會令宗教狂熱者受妄想者擺佈。事實是，他們是有犯罪意圖，但行為是合理的，他們是在為較小的惡，殺人是故意的，不過他們是在故意行緊急避險（如下點所述之預防性殺人） |
|                         | 這宗案件是一宗划算的交易                                                | 大家都珍惜生命，故我們認為更少的人死總比更多的人死好，如果是一死換一百萬人的生命，任何自願者將被毫不猶疑被送死。但如果不得不訴諸抽籤，那無疑還是划算的，問題是既然接受一百萬比一，那為什麼不接受五對一？重要的是，比例是無關重要的，有更多的人獲救才是重要的。故這是一宗「預防性殺人」，它符合了預防性殺人的兩個要旨之一（甲活著比乙好、多數者活著比少數者好） |
|                         | 被告需要的是無罪，而非特赦                                              | 判被告無罪是在法院的範圍內，而行政赦免只是隨意的、是一種寬容，被告需要的並不是寬恕而是公義 |
|                         |                                                                         | 無罪 |
| 海倫（Hellen）          | 自我防衛也不一定出於本能、衝動 （回應伯納姆）                           | 受害婦女可利用長期受虐而自衛殺人（非立時性生命受威脅），故沒必要探討被告是否已在最後一刻 |
|                         | 不能因受害者無辜就推翻緊急避險 （回應伯納姆）                           | 如果在自我防衛中誤殺另一無辜人，仍可以緊急避難宣告無罪 |
|                         | 在法律之外可尋找到正義 （回應伯納姆）                                   | 立法時並非所有公民的意見都被聆聽，因為金錢及特權會窒礙立法及選舉，多元化聲音從未達成高度一致，所以才有公民不服從 |
|                         | 懲罰只是對規則遵從的迷信，而忘了前提之所在 （回應斯普林漢姆）           | 被告沒有對社會構成威脅，不用防止他們殺害公民；而且報應對沒有邪惡意圖的人來說也是不恰當；這亦沒法阻止同類事件不發生，即使品德最高尚的人也是要吃飯，探險者要麼餓死，要麼處死，他們寧願殺人後再想一種新辯解，又或者瑟縮一角，當它無法忍受時，就舉起刀子在一個同伴身上連刺114下尋求發洩                                                                            |
|                         | 將緊急避險抗辯制定在一個技術性原則下是不妥的 （回應伯納姆及斯普林漢姆） | 要求按法律字面上解釋緊急避險是不妥的，因為按法律解釋只會出現不正義及造成傷害，緊急避險本身是為法律的不正義找一個出口，我們需用公正、勇氣、常識判斷斷定這是緊急避險 |
|                         | 這不是自我防衛，但這是緊急避險                                          | 這案非自我防衛，因為被害者未曾傷害被告，考慮火場逃生時住客破壞房東的窗子，是火災這個客觀因素而非房東令住客的破壞行為必要，在此案中，是飢餓非受害者的錯令殺人成為必要，受害者的死全源於飢餓及他運氣太壞，但必需強調這是一宗緊急避險，自我防衛只是其中一種緊急避險，但尚有其他類型的緊急避險（如此案）                                                           |
|                         | 飢餓是最重要的一種緊急避險                                              | 如自我防衛的求生意願一樣，求生意願是先於法律存在的 |
|                         | 因為受到死亡脅迫，在沒選擇下，被告行為雖有意卻屬「非自願」              | 強姦案的受害者有意識做某種行為（順從），卻非自願（非故意），受害者並未因順從而失卻緊急避險抗辯的理由，被告只是受死亡所逼迫又只有限定的選擇，罪行本質是要一個無法自主的受害人作出抉擇，故被告同樣可利用緊急避險抗辯 |
|                         | 無法估量被告的心理狀態                                                  | 虛弱、飢餓、恐懼卻遠超其他案中要求可免責的最低限度，雖然他們花了很多時間討論擲骰子的數學問題，但不代表他們一定在理性的狀態下，當骰子是現成時，一次公正抽籤的討論變得相對容易 |
|                         | 存在合理懷疑                                                            | 從法律上來看，一個觀點存在分歧的陪審團並沒有作出無罪判決，但確切通過「無效審理」阻止了有罪判決，在最高法院裡，有超過四位法官表明存在合理懷疑，在沒有一致意見時應該偏向被告，因此必須作出無罪判決 |
|                         |                                                                         | 無罪 |
| 特朗派特（Trumpet）     | 任何犧牲都必須是自願的                                                  | 每個生命都具有平等的價值，如果沒有人主動犧牲，誰也沒有權利殺害不願犧牲的人。每個人都有義務面對死亡，都不能違反最高的道德和法律義務去殺害他人。 |
|                         |                                                                         | 有罪 |
| 戈德（Goad）            |                                                                         | 有罪 |
| 弗蘭克（Frank）         | 法官懲罰不比自己壞的人是一種法律的恥辱                                  | 換了自己是被告時，我也會殺了被害者以求生存，因此有必要拋棄司法客觀性的面具，而依靠無任何矯飾的自我意見來判案 |
|                         |                                                                         | 無罪 |
| 雷肯（Reckon）          |                                                                         | 有罪 |
| 邦德（Bond）            | 出现利益冲突时应避免参与审判                                            | 撤出判決 |

## 延伸閱讀
- Suber, Peter. . London: Routledge. 1998.
- Butler, Paul; Dershowitz, Alan; Easterbrook, Frank; Kozinski, Alex; Sunstein, Cass; West, Robin. . Harvard Law Review: 1876–1923. JSTOR 1342398. doi:10.2307/1342398.
- Porciello, Andrea. Il caso degli speleologi di Lon L. Fuller e alcuni nuovi punti di vista. Un approccio alla filosofia del diritto attraverso dieci pareri di fantasia, Rubbettino, 2012.

## 外部連結
- 洞穴奇案分析 []
- http://www.earlham.edu/~peters/writing/cse.htm （页面存档备份，存于）